# Westlicher Silberfleckkanker

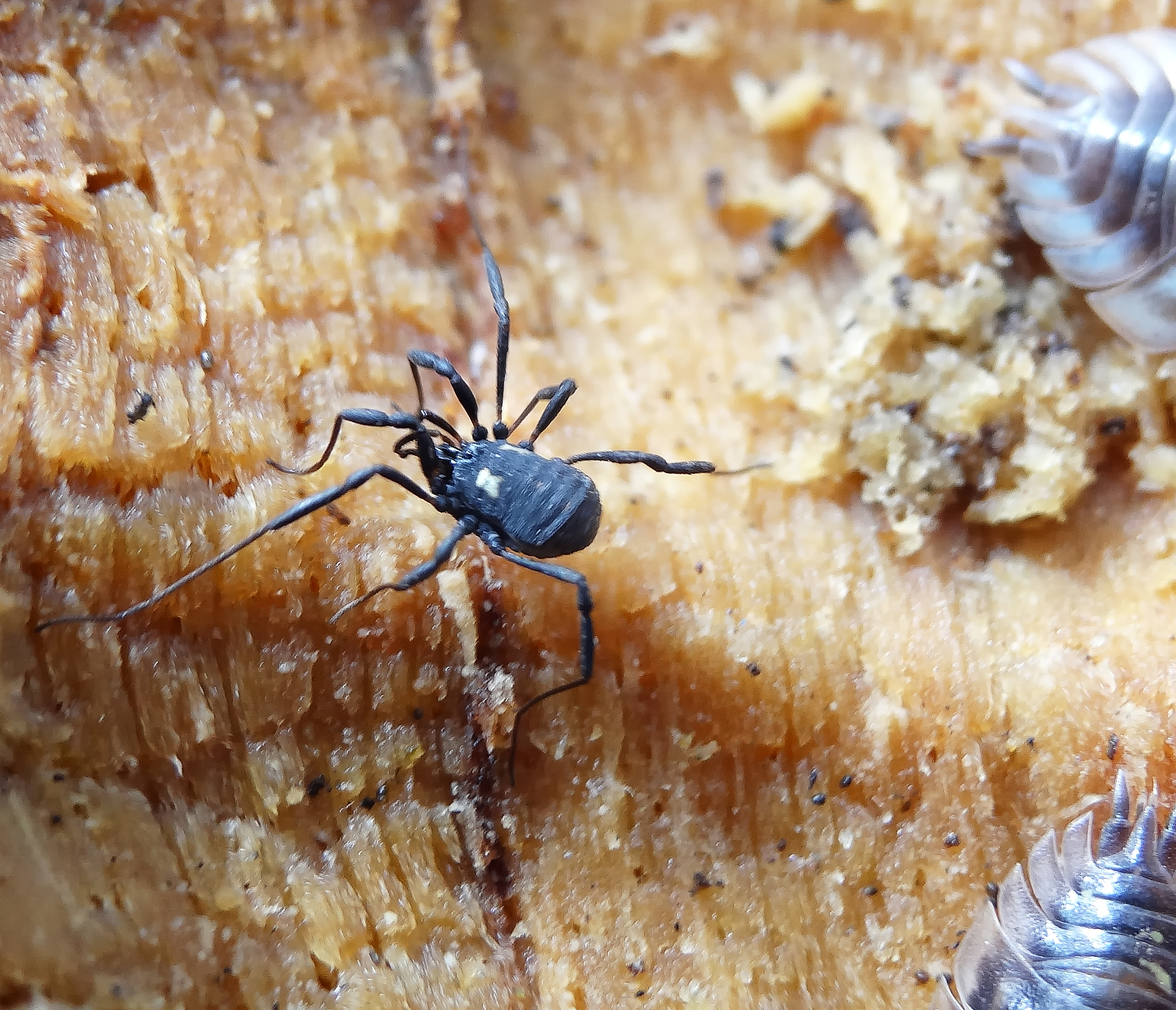
Ein Exemplar auf Totholz zwischen Asseln

Der Westliche Silberfleckkanker (Nemastoma bimaculatum) ist eine Art der zu den Weberknechten gehörenden Fadenkankern und in West- und Nordeuropa beheimatet.

## Merkmale
Es handelt sich um eine kleine und kurzbeinige Art der Weberknechte. Die Körperlänge der Männchen beträgt 2–2,2 mm, die der Weibchen 2,3–2,5 mm. Der Augenhügel ist schwach ausgeprägt. Die Grundfarbe des Körpers ist schwarz, darauf finden sich meist zwei helle Flecken. Diese sind weiß, silberfarben oder gelblich gefärbt, liegen kurz vor der Körpermitte und sind variabel geformt. An der Außenseite sind sie jedoch stets eingeschnitten. Die Oberseite ist schwach granuliert, aber glatter als beim ähnlichen Östlichen Silberfleckkanker (Nemastoma lugubre). Außerdem ist der Westliche Silberfleckkanker schwächer gewölbt. Bei den Männchen ist eine Unterscheidung durch die Form der Cheliceren-Apophyse möglich, da sie bei Nemastoma bimaculatum zu einem kleinen Zahn ausgezogen ist, der Nemastoma lugubre fehlt.

## Verbreitung und Lebensraum
Das Verbreitungsgebiet der Art liegt überwiegend in den atlantisch geprägten Regionen West- und Nordeuropas. Es zieht sich von den Pyrenäen über große Teile Frankreichs bis nach Großbritannien inklusive Shetland und Irland im Nordwesten. Östlich davon lebt die Art in Belgien, Luxemburg, den Niederlanden, im Westen und Norden Deutschlands, in Dänemark, den westlichen und südlichen Küstenregionen Norwegens und Teilen der schwedischen Küstenregionen. In Deutschland kommt die Art am häufigsten westlich des Rheins vor. In Großbritannien ist die Art eine der häufigsten und am weitesten verbreiteten Weberknechte.
Der Lebensraum der Art sind Wälder, vorzugsweise Fichtenwälder, mit einer hohen Bodenfeuchtigkeit und ausgeglichenen Tagestemperaturen. Hier finden sich die Tiere auf der Laubstreu, auf oder unter morschem Holz, am Boden liegender Baumrinde, Moos und Steinen. Meist handelt es sich dabei umschattige Stellen, seltener um offene Stellen. Die Art findet sich vom Flachland bis in Höhen von etwa 1500 m und lebt lokal zusammen mit dem Östlichen Silberfleckkanker.

## Lebensweise
Die Art wird bis zu drei Jahre alt. Reife Individuen finden sich das ganze Jahr über mit einer Hauptaktivitätsperiode von Mai bis August. Anderen Angaben zufolge liegt die Hauptaktivitätszeit im Herbst und Winter, während man die jungen Exemplare überwiegend im Sommer und Herbst findet. Die Art ernährt sich räuberisch von kleinen Gliederfüßern, beispielsweise Springschwänzen oder Milben, aber auch von Aas, solange es noch frisch ist.
Bei der Paarung bietet das Männchen, ähnlich wie beim Schneckenkanker (Ischyropsalis hellwigii), der Partnerin ein im knopfförmigen Fortsatz des Cheliceren-Grundglieds liegendes Drüsenfeld an. Die Paarung kann wenige Sekunden bis einige Minuten dauern und des Öfteren wiederholt werden. Bei der Paarung stehen sich die Partner Kopf an Kopf gegenüber. Dabei betrillert das Männchen seine Partnerin mit den Tarsen der beiden vorderen Beinpaare. Das Weibchen berührt mit seiner Mundöffnung das Drüsenfeld oben auf dem Chelicerenstiel des Männchens. Anschließend schiebt das Männchen sein langes, in einer Spalte unter dem Bauchschild erscheinendes Begattungsglied in die an gleicher Stelle bei dem Weibchen liegende Geschlechtsöffnung. Das Weibchen besitzt eine sehr lange, biegsame Legeröhre, mit der es seine Eier zwischen Ende August und Anfang Dezember im Erdboden oder unter Holzstücken ablegt. Juvenile Tiere finden sich hauptsächlich im Herbst.

## Gefährdung
Die Art gilt in Deutschland als ungefährdet.

## Taxonomie
Die Art wurde 1775 von Johann Christian Fabricius unter dem Namen Phalangium bimaculatum erstbeschrieben. Es existieren zwei Unterarten:      Nemastoma bimaculatum bimaculatum (Fabricius, 1775) und Nemastoma bimaculatum unicolor (Roewer, 1914). Die letztere Unterart zeichnet sich durch das Fehlen der hellen Flecken aus und ist umstritten.